# 碳抵銷與碳信用

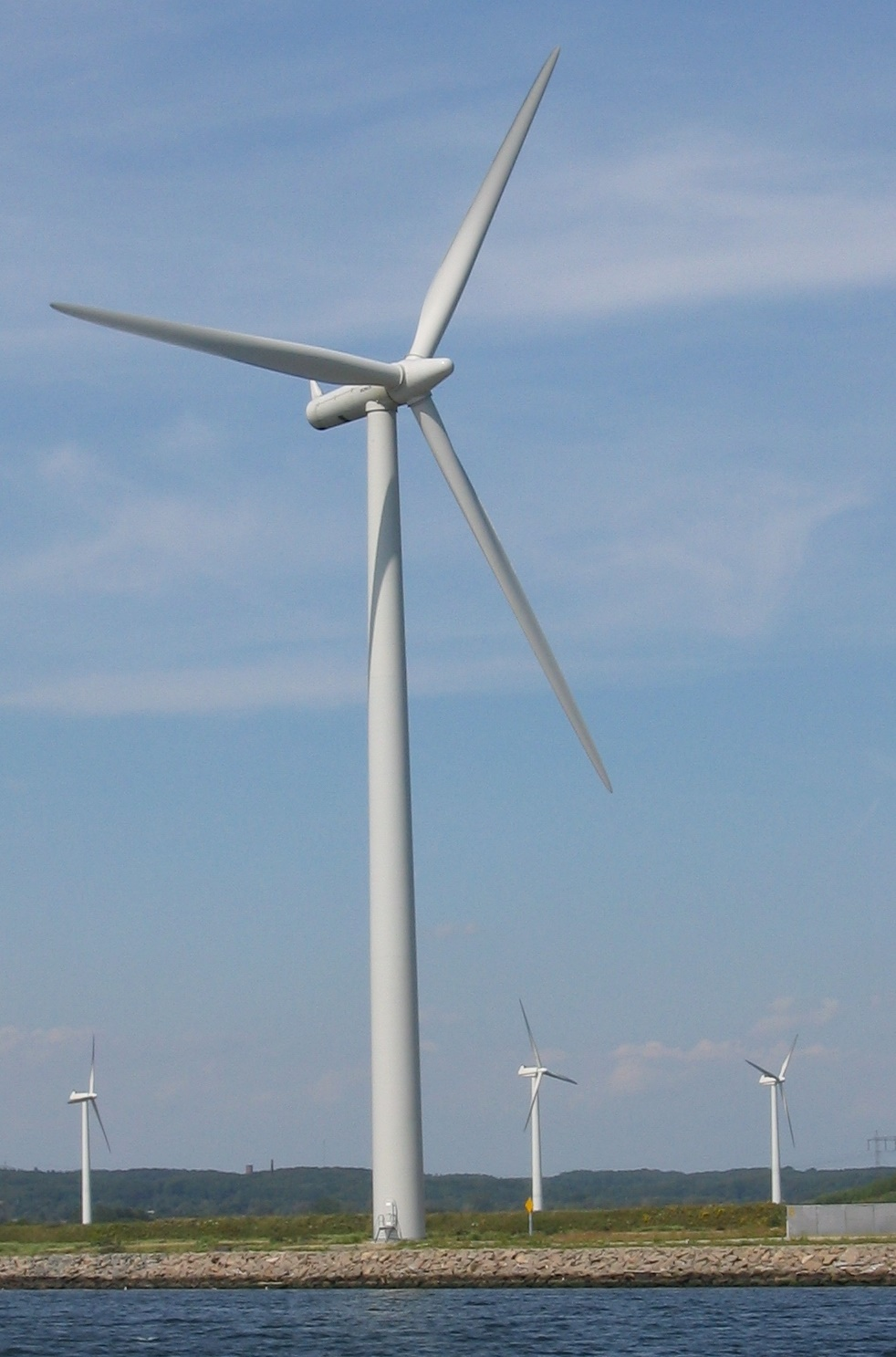
位於丹麥奧爾堡的風力發電廠是種常見，可取得碳抵消的專案。

碳抵消（英語：Carbon offsetting）是一種碳交易機制，讓政府或企業等實體用以補償其投資於減少溫室氣體排放的專案之用（即"抵消"其產生的碳足跡）。碳抵消被用來支持那些可减少、避免或消除溫室氣體排放的專案。換言之，碳抵消是透過投資減排專案來抵消（於別處發生的）排放量。當一實體投資碳抵消計劃時，可獲得碳信用。然後這些"代幣（信用額）"被用來計算由一實體移轉到另一實體的淨氣候效益。碳信用（英語：carbon credit，也可寫為offset credit）可經政府或獨立機構認證，取得後可用於買賣交易。一單位的碳抵消（或是碳信用）代表減少、避免或移除一噸的二氧化碳（CO2）（或是二氧化碳當量 (CO2e)）。
而於將來發生的抵消專案可被視為一種商業本票（即付款承諾）。購買碳信用的實體依照市場碳定價做支付。購買者收到一項承諾，即購買者當前（例如為時十小時的國際航班）所產生的溫室氣體排放量將透過於未來某個時候而移除等量的排放量來抵消（例如種植55棵樹苗，並花費10到20年的時間而達成） 。有效的碳抵消專案應該能產生"額外"的减排（例如在原本没有計畫種植樹木的土地上植樹造林及資助開發可减少碳排放的新技術。）。
各種溫室氣體減排專案均可創造碳抵消與碳信用。其中包括林業項目（避免伐木、種植樹苗等）、再生能源專案（風力發電廠、生物能源、生物燃氣、供水力發電的水壩等）以及提升能源效率的項目。其他還包括二氧化碳移除、碳捕集與封存專案以及消除如垃圾掩埋場等環境中的甲烷排放。
碳抵消與碳信用計畫為各國履行其國家自訂貢獻（NDC)承諾提供一種機制，以實現《巴黎協定》中設定的氣候目標。巴黎協定第6條的合作機制中有國家之間為實現氣候目標而"自願合作"的三個機制（包括碳交易）。第6.2條讓各國能直接相互交易碳信用及其他單位（例如吉瓦 (GW，一百萬千瓦時) ）的再生能源。依據第6.4條建立一個新的國際碳市場，讓國家或公司使用其他國家產生的碳信用，最終可達成緩解氣候變化的目的。
碳抵消與碳信用計畫正受到越來越嚴格的審查，因為它們聲稱的減排量可能會被誇大。為建立可信度，減少的排放量必須符合三個標準 - 首先是必須能無限期持續（例如新種植的森林不得被砍伐，或是易於遭到野火侵害），其次是必須能帶來超出原定計畫的减排，第三是必須進行測量和監控，以確保承諾的減排量實際上能達成。

## 定義
碳抵消是補償二氧化碳或其他溫室氣體排放的一種方式。用以支持减少、避免或消除其他地方排放的專案。使用的單位為一公噸二氧化碳當量減少或移除的排放量（包含等量的其他溫室氣體）。碳抵消與碳信用是碳定價的一種形式，另外還有碳稅和補貼等機制。碳抵消與碳信用的概念互為連結。碳抵消與碳信用可在施行此種交易的各個市場之間流通。
這類每噸減量有幾種稱法，例如"經核實的減排量"或"經認證的減排量"，由不同的認證機構授予。
在2022年聯合國氣候變化大會（COP27）中，參與談判的代表同意將根據《巴黎協定》第6條發出的碳抵消與碳信用定義為"氣候變化緩解貢獻"，以阻止買家提出淨零排放的要求。如黃金標準等認證組織也針對適合碳抵消與碳信用買家使用的描述性用語提供詳細指導。

## 共同特徵
下面按對應英文名稱中字母順序列出與碳抵消計劃相關的常見特徵。
- 額外性（英语：Additionality）：此用語指的是一個複雜的問題，即項目所實現的減排量是否與無此項目時仍會發生的"額外"減排量。例如，如果野生動物保護區因不砍伐森林而出售碳信用額，那麼就會因無額外性而受到質疑。[19]
- 碳市場：可買賣碳信用的碳交易系統。
- 淨零排放：用於描述一個實體的溫室氣體排放透過從過去或未來抵消專案購買碳信用，而達成完全平衡的狀態。
- 碳退役（英语：Carbon retirement）：碳信用持有人必須將其"退役"，才能申報相關的溫室氣體減量，以達到特定的溫室氣體減排目標。在自願市場中，碳抵消登記冊會定義退役成就的方式。一旦碳信用退役，就無法轉讓或使用，表示它實際上已退出流通。[20]自願購買者還可透過從法律規定的限額與交易計劃（cap-and-trade）中購買碳配額來抵消其碳排放。此類限額與交易計劃包括有區域溫室氣體倡議（英语：Regional Greenhouse Gas Initiative）或歐盟排放交易體系（EU ETS）等。[21]
- 遠期碳信用：為專案開發商預期的減排量發行碳信用的做法，可為專案提供財務支持，但如果專案未達到預定成效，則會存在發行過多碳信用的風險。這種做法允許碳信用購買者針對預計於將來發生的活動來抵消當前的碳排放量。[22]
- 碳抵消認證註冊：此種註冊計劃是一用於報告和追蹤抵消專案資訊的系統，包括專案狀態、相關文件、產生的信用額、所有權、銷售和結束。不同的系統在治理和核算實務方面會有所不同。[23]
- 經核實的減排量（或經認證的減排量）：給予每噸減排的證書。由認證機構針對特定計畫發放。[24]
- 年份：指的是減排專案產生碳信用的年份。[25]通常是由第三方機構完成驗證的那一年。有關第三方的機構包含有驗證機構、指定的營運實體[26]或其他經認可的第三方審查機構。[26]所謂"傳統碳信用"，指的是過去建造的風力發電廠等項目，然而這些傳統碳信用可能無法抵消當前仍持續發生的碳排放，在對抗氣候變化時沒產生額外的效益，因既存的再生能源專案在任何情況下仍可減少排放。[9]

## 起源及一般特徵
一項於1977年對美國《清潔空氣法案》所做的重大修正案創建出第一個排放權交易機制，讓付費取得許可的設施能因此增加其排放量。而出售許可的公司須在其一個或多個設施中減少更多相同污染物的排放量。於1990年對該法案的另一修正案制定酸雨交易計畫。此修正案引入限額與交易系統的概念，其中對排放污染物的容許數量將會隨著時間演進而降低。修正案允許公司購買和出售由其他公司因投資減排項目而創造出的抵消額度。美國《清潔水法案》的監管框架在20世紀90年代啟動濕地抵消（wetland offsetting）和緩解銀行（mitigation banking）的措施。濕地抵消也為碳抵消設下程序和概念的先例。於1997年，《京都議定書》項下創立一清潔發展機制，此機制將碳交易的概念推展到全球。機制將關注重點放在導致氣候變化的主要溫室氣體。其中有二氧化碳、甲烷、一氧化二氮 (N2O)、碳氟化合物、氫氟碳化物和六氟化硫。
碳信用是國家和國際間努力減緩溫室氣體濃度成長的工作之一。 然後市場在限額與交易制度下將排放量分配给各個監管對象（配額），目標是推動降低排放。減排後可產生碳信用，因此這類方法可為世界上參與交易的夥伴在採取應對氣候變化而減碳時籌集到資金。在自願市場內，碳抵消的需求來自個人、企業、機構和地方政府。他們這樣做是為實現淨零排放，或其他溫室氣體減量目標。認證計劃為專案開發商提供產生碳抵消所需的指南和其他要求。它們各以不同方式支持這個產業。

## 計畫和市場
驅動碳抵消與碳信用市場的供應來源、需求來源和交易架構有多種形式。截至2022年，全球已有或計劃建立68個碳定價計劃。其中一些涉及碳稅，但許多是碳交易計劃，或涉及碳抵消與碳信用的市場導向計劃。國際計劃中包括有清潔發展機制、《巴黎協定》第6條和國際民航碳抵消及減排計畫（CORSIA）。國家計畫中包括有排放交易系統（ETS），例如歐盟排放交易體系 (EU ETS) 和美國加利福尼亞州總量控制與交易計畫。這些計畫所發放的碳信用包含有國際性，或是獨立系統專屬的。另有認證碳標準（Verra標準）和黃金標準等獨立，非政府管理的標準和信用機制。
對碳抵消與碳信用的需求源自於一系列合規義務要求。這些要求源自國際協議和國家法律，以及公司、政府和其他組織所採取的自願承諾。自願碳市場（VCM）通常由購買碳抵消信用額的私人實體組成。他們如此做是為履行自願減少溫室氣體排放的承諾。在某些情況下，未加入ETS的實體也可購買碳信用。或是一些組織可能會購買排放配額作為替代方案，而非在自願市場中購買碳抵消 。
目前有些交易所的碳信用和配額交易同時涵蓋有現貨和期貨市場，例如芝加哥商品交易所、Carbon Trade Exchange（CTX）、歐洲能源交易所、Global Carbon Credit Trading Platform Limited （gCCEx）、洲際交易所集團、MexiCO2、納斯達克OMX Commodities Europe和Xpansiv。目前已有許多公司參與減排、抵消和封存計畫，所產生的信用額可在這些交易所之一出售。
當今碳抵消和碳信用市場中交易的大部分均為合規市場信用。 2021年的自願碳市場交易量為3億噸二氧化碳當量。相較之下，合規碳市場信用交易量為12吉噸（Gt，十億噸）二氧化碳當量，全球於2019年排放的溫室氣體數量量為59吉噸二氧化碳當量。

### 京都議定書（1997年）與巴黎協定（2015年）第6條機制
首次國際合規碳市場源自《京都議定書》。該條約創立有三種機制，讓已開發國家或其營運者能取得碳抵消信用。這些計劃背後的經濟學原理是減少排放的邊際成本會因國家而異。The economics behind these programs was that the marginal cost of reducing emissions would differ among countries.研究顯示採用靈活性機制可降低達成目標的總體成本。《京都議定書》於2020年到期，由《巴黎協定》取代。各國透過《巴黎協定》第6條的國際談判來確定碳抵消在協定中的作用。
根據清潔發展機制，已開發國家可"贊助"開發中國家的溫室氣體減量計畫。開發中國家減排活動的成本通常會低很多，而仍可獲得相同的結果。已開發國家因實現其減排目標而取得碳信用。開發中國家則取得資金和清潔技術，或是在土地利用上達成有益的改變。碳信用一旦獲得批准，就被稱為認證減排量（CER），專案由指定國家主管機關核准。在聯合實施機制（JI）之下，一個國內減排成本相對較高的已開發國家可到另一已開發國家設立減排專案。在此類計畫所產生的碳抵消信用稱為減排單位（Emission Reduction Units）。而核能項目不具獲得任何信用的資格。國際排放交易（IET）計畫讓各國能夠在國際碳信用市場中進行交易，以彌補實體自身可排放數量的不足。擁有剩餘單位的國家可將其出售給超過《京都議定書》附件B設定目標的國家。清潔發展機制計畫已轉到巴黎協定下的新安排。
《巴黎協定》第6條繼續支持國家間的碳抵消與碳信用計畫，用以幫助實現各個國家自訂貢獻中所設定的減排目標。根據第6條，各國可將減少溫室氣體排放而取得的碳信用移轉，以協助其他國家實現氣候目標。於第6.2條中制定有一項透過國家間雙邊協議進行溫室氣體減排量交易的計畫。第6.4條與《京都議定書》的清潔發展機制類似。建立一集中計劃，在國家之間進行溫室氣體減排量交易。經 聯合國氣候變化綱要公約（UNFCCC）負責監督前述計劃。國家、公司甚至個人都可購買根據計劃而產生的減排單位。
根據第6.2條，這些信用稱為國際轉移緩解成果 (internationally transferred mitigation outcomes，ITMO)。可從實現溫室氣體減排的國家轉移出去。轉移的方式有幾種，信用可流向購買國以實現其國家自訂貢獻，也可轉移並用於CORSIA等具有市場機制的計劃。系統需要進行相應調整（corresponding adjustments，CA），以避免減排量被重複計算。如果出售國和購買國都將減少量計入其達成目標內，就會出現這種結果。如果購買國將ITMO列入其國家自訂貢獻內，出售國必須從其排放預算中將這些減排量"取消"，在其每兩年期一次的報告中將這種數量加回自身的排放總量中。除前述外，第6.2條為各國制定貿易協定提供極大的彈性。
協定設有一監督委員會，為列於第6.4條的項目進行監督。委員會負責批准方法論、制定指南和施行程序。此項準備工作持續到2023年底。根據第6.4條，所核准的減排單位數量將會降低2%，以確保能實現全球排放緩解的目標。第6.4條中將額外5%減排數量單位籌得的資金用於資助氣候變化調適工作。方法論規則中存有例外規定。專案一般可在2025年之前繼續使用相同的清潔發展機制（CDM ）方法。從2026年起，它們必須符合第6條的全部要求。如果所有清潔發展機制專案都能轉型，則根據第6.4條，有多達28億單位的碳信用額得以發放。
第6條不直接規範自願碳市場。因此原則上可在不參考第6條的情況下發行和購買碳抵消。有可能由此會出現一個多層系統，為投資者提供不同類型的碳抵消與碳信用。公司也許能夠購買"調整後信用"，以消除重複計算的風險。透過此來支持基於科學的目標和淨零排放，會被視為更有價值。其他"未調整"的抵消和信用可支持其他環境或社會指標的主張。第6條對未來自願碳市場的影響仍存在不確定性。投資者究竟能獲得什麼樣的權益，目前也存在一些不確定性。

### 其他相關國際計畫
減少因森林砍伐與森林退化造成的排放(REDD+)計畫致力於利用市場方式補償土地所有者不清除，或是不做森林退化的行為，而為森林中儲存的碳創造經濟價值。 REDD+還可促進減少森林砍伐帶來的協同效益，生物多樣性就是其中一例。 REDD+主要針對熱帶地區的開發中國家。 REDD+的概念是在2005年年聯合國氣候變化大會（COP11）中以基本形式提出。而後發展成為一項解決森林砍伐和森林退化問題的廣泛政策倡議。 REDD+後來被納入《巴黎協定》第5條。 REDD+倡議通常會補償開發中國家或其地區行政部門減少毀林和森林退化造成的排放。 REDD+包含有幾個階段 -  (1) 達成REDD+準備工作、（二）正式簽訂融資協議、(3) 監測、報告和驗證結果及(4) 根據結果支付資金。 已有50多個國家制定有國家REDD+倡議，其中大多是熱帶地區或鄰近熱帶地區的開發中國家。 REDD+也正在透過省級和地區政府，以及地方一級的私人土地所有者進行。截至2020年，全球有400多個進行中的REDD+專案。巴西和哥倫比亞擁有與REDD+計畫相關的最大土地面積。
國際航空業的CORSIA計畫是項具有市場機制的全球計劃，目的在降低航空業的排放。此計畫的目的是為那些無法透過技術和營運改善，或是使用永續航空燃料以減少排放，提供碳信用與碳抵消。為確保這些抵消的環境效益，計劃制定有一份合格抵消清單。運作原則與現有交易機制和碳抵消認證標準類似。 CORSIA自2019年1月起在國際航空業中適用，所有航空公司必須每年報告其二氧化碳排放量。自2021年1月起，國際航班必須依據CORSIA執行碳抵消。

### 碳交易系統
排放權交易現在是控制污染（包括溫室氣體排放）監管計畫中的重要組成因素。在國際、國家及次國家階層均有碳交易計畫存在。此類計劃中均設有排放量上限。排放源可靈活尋找和應用成本最低的方法來降低污染排放。由中央或是政府機構分配或出售的許可數量（即"上限"），准許各實體於規定的時間內排放特定數量的特定污染物。排放者必須持有與其排放量相符的許可。想要增加排放量的實體必須從願意出售許可的其他實體購買。那些指定的溫室氣體無論排放到何處，其暖化效應均相同。減少排放的成本因來源而異。設定上限後將可確保環境目標得以實現。
截至2022年初，全球已有25個運作中的排放交易系統。這些系統所在的司法管轄區的國民生產毛額（GDP）佔全球的55%，而涵蓋全球排放量的17%。EU ETS是世界第二大交易體系，規模僅次於中國國家碳交易體系。EU ETS涵蓋歐洲溫室氣體排放量的40%以上。美國加利福尼亞州的限額與交易計畫涵蓋全州約85%的溫室氣體排放量。

### 自願碳市場與認證計劃
自願碳市場（VCM）基本上並未受到監管，碳抵消交易由不具法律義務卻仍進行減排的公司、個人和機構進行。在此自願碳市場中，公司或個人使用碳抵消來實現他們自己設定的減排目標。碳信用是根據獨立的信用認證標準而頒發。一些實體也根據國際或國內碳信用買賣機制進行購買。國家和地方級的此類項目也日漸風行。
自願碳市場內有許多不同的群體參與。包括開發商、經紀人、審計師和買家。認證計劃是此類社區中的重要機制。這類計畫為碳信用與碳抵消項目制定會計標準、合規要求以及監控、報告和驗證 (MRV) 程序。其中包括Verra發佈的驗證碳標準、黃金標準、氣候行動儲備（Climate Action Reserve）、美國碳註冊（American Carbon Registry）和Plan Vivo。Puro Standard是第一個工程除碳標準，已由國際驗證公司DNV GL予以核實。還有一些標準來驗證協同效益。其中包括有由Verra發佈的氣候、社區和生物多樣性標準（CCB標準）和由Ecologica Institute發布的社會碳標準。
目前自願碳市場所涵蓋的減排量僅為2030年國家自訂貢獻承諾的<1%。只佔2030年巴黎氣溫目標路徑為實現升溫不超過1.5°C所需減排的甚小部分。然而自願碳市場在顯著成長中。自願碳市場的碳抵消發行和退役數量在2017年至2021年期間已增加超過兩倍。一些預測稱全球自願碳市場需求在2021年至2030年期間將增加15倍，到2050年則會增加100倍。林業、碳捕集與封存等碳移除專案預計未來在市場中會比再生能源專案有更大的佔比。然而有證據顯示由於標準複雜，有越來越多大公司不願使用自願碳市場的碳抵消與碳信用。

#### Verra的驗證碳標準
Verra於2005年創立，是一種廣泛使用的自願碳標準（VCS）。截至2020年，已有超過1,500個經驗證的VCS專案，涵蓋能源、交通、廢棄物、林業和其他領域。Verra於2021年為110個項目發放涵蓋3億噸二氧化碳當量的碳抵消信用額。:37針對REDD+項目也有特定的驗證方法。Verra是自願市場上大多數森林碳信用以及幾乎所有REDD+項目的首選驗證機制。由於Verra受到批評，而預定將從2025年起以新驗證規則取代現行的林業專案規則。

#### 黃金標準
黃金標準由世界自然基金會 (WWF) 與一獨立標準諮詢委員會合作，於2003年制定，開放給任何非政府社區組織使用。涵蓋類別包含有再生能源供應、能源效率、植樹造林/林地復育和農業。該計劃還倡導聯合國的永續發展目標。經其認證的專案除須減少溫室氣體排放外，還須實現至少永續發展目標的其中三個，且須對當地居民的經濟、環境和社會福利做出淨貢獻，計畫所含的監控機制有助於確定其能確實達成。

## 抵消專案的種類
有好些專案可達到減少溫室氣體排放的目的，而產生碳抵消與碳信用，包括改善土地利用、甲烷捕集、碳截存、再生能源或提升工業能源效率，還包括減少甲烷排放、植樹造林和轉換使用如碳中性燃料。清潔發展機制確定有200多種適合產生碳抵消與碳信用的項目。其中一例是更好的森林管理即可達到改善土地利用的目標。
抵消認證和碳交易計劃會因它們決定特定專案是否有資格獲得碳抵消或碳信用的程度而異。EU ETS認為核能項目、植樹造林或林地復育活動以及涉及銷毀工業氣體的項目並不符合資格。所提的工業氣體包括氟仿（HFC-23）和一氧化二氮（N2O）。

### 再生能源
此類專案包括水力發電、風能、太陽能光電、太陽熱能、生物質能發電和供熱，可幫助社會從利用化石燃料發電和供暖轉向碳密集度較低的能源形式。然而後者也可能不符合抵消專案的資格。主要是很難或不可能確定它們是否具有額外性。牽涉到額外性可能會讓這類項目沒資格享受許多碳抵消與碳信用計劃。

### 甲烷捕集與燃燒
甲烷是一種強效溫室氣體，最常從垃圾掩埋場、畜養牲畜和煤礦開採中排放。甲烷專案可透過捕集甲烷作為能源來產生碳抵消。其中案例包括透過在畜牧場裝設厭氧消化設施，及在垃圾掩埋場或其他工業廢物中捕集甲烷作為燃料使用，或遏抑其釋放。

### 提升能源效率

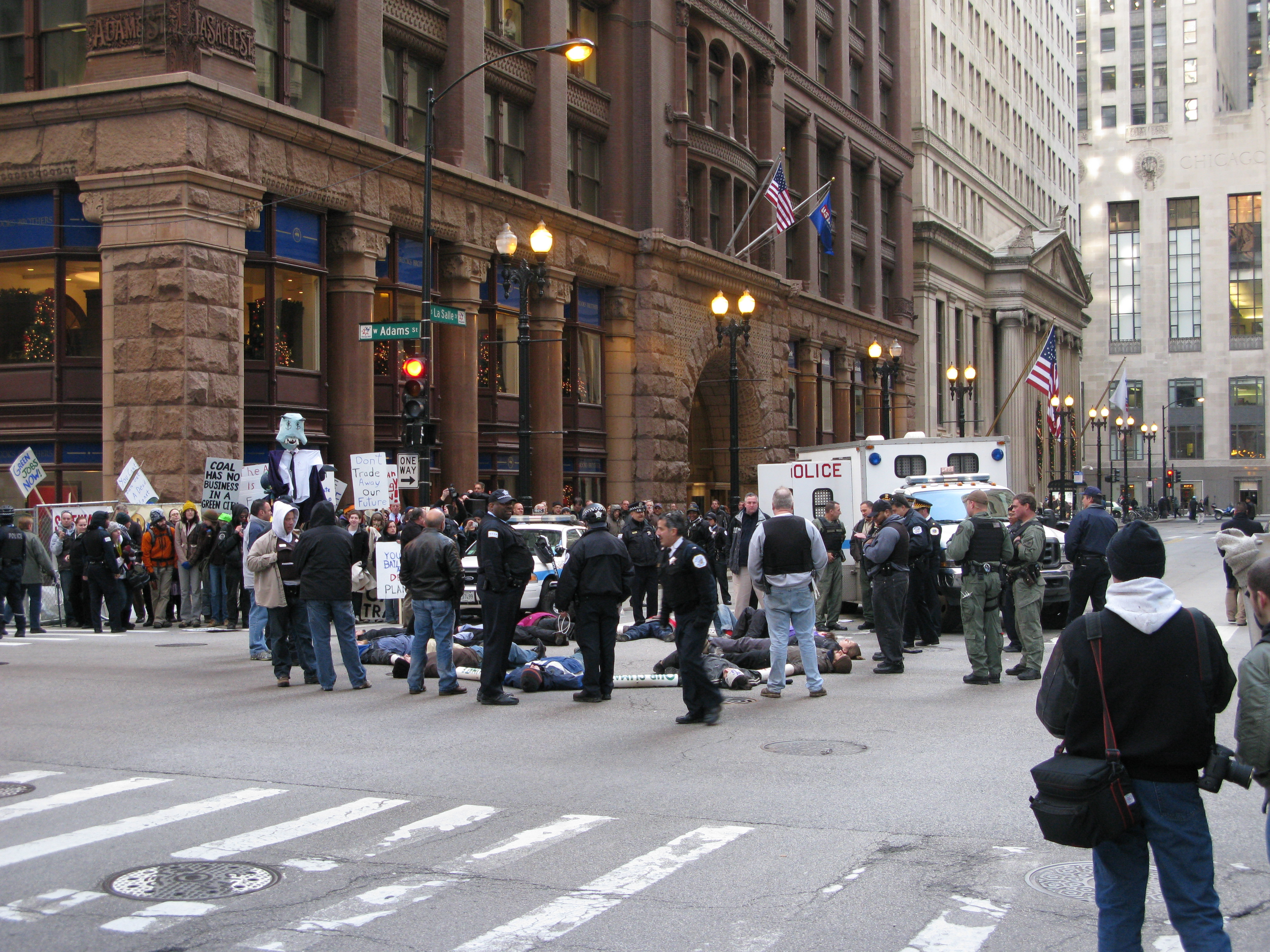
芝加哥氣候正義網絡（Chicago Climate Justice Network）行動者在位於洛普區芝加哥氣候交易所前抗議碳排放限額與交易的立法。

為再生能源專案提供資金的碳抵消有助於降低能源供應的碳強度。節能項目的目的是減少整體能源需求。
熱電聯產廠利用同一能源同時產生電力和熱能，可提高大多數發電廠的能源效率，主要是這些電廠將所產生的熱量浪費掉。燃油效率專案以產生同樣單位能量而需更少燃料的裝置取代。此種目的可透過優化工業流程、降低單位能源成本來達成。還可優化個人行動，例如騎腳踏車通勤來取代開車。

### 銷毀工業污染物
以體積計算，氫氟碳化物和碳氟化合物等工業污染物比二氧化碳具有更大的全球暖化潛勢。從這些污染物的源頭捕集及銷毀並非難事。因此是個巨大及低成本碳抵消的來源。目前將此類氫氟碳化物、碳氟化合物和一氧化二氮氣體的減排，佔清潔發展機制項下發放碳抵消額的佔比為71%。由於其中許多氣體現在已被《蒙特婁議定書》修正案所禁用，因而它們通常不再有資格取得碳抵消或碳信用。

### 土地利用，土地利用改變與林業
土地利用、土地利用改變與林業簡稱為LULUCF，其重點為關注森林和土壤等天然碳匯。LULUCF有多種類型。林業相關項目的重點是避免森林砍伐。透過保護現有森林、在曾經被森林覆蓋的土地上作林地復育、在以前沒有森林的土地上植樹造林來達成，通常需花費超過一代（估計約為15至20年）的時間。土壤管理項目可用來保存或增加土壤中所固定的碳量。
發生於巴西、印尼和非洲部分地區的森林砍伐尤為嚴重，所導致的溫室氣體排放佔全球的約20%。直接支付經費以保護森林可避免森林砍伐。另一方法是利用抵消資金以取代生產林業產品。 REDD+是一種鼓勵開發中國家利用各種森林管理方案減少排放和提升溫室氣體移除的框架，並提供技術和財務支持。 REDD+信用為保護森林提供碳抵消。並提供一種機制，讓已開發國家提供經費來幫助開發中國家保護原生森林。開發中國家可採用抵消計畫進行林地復育。包括美國和英國在內的已開發國家有越來越多資助這類活動的計畫。

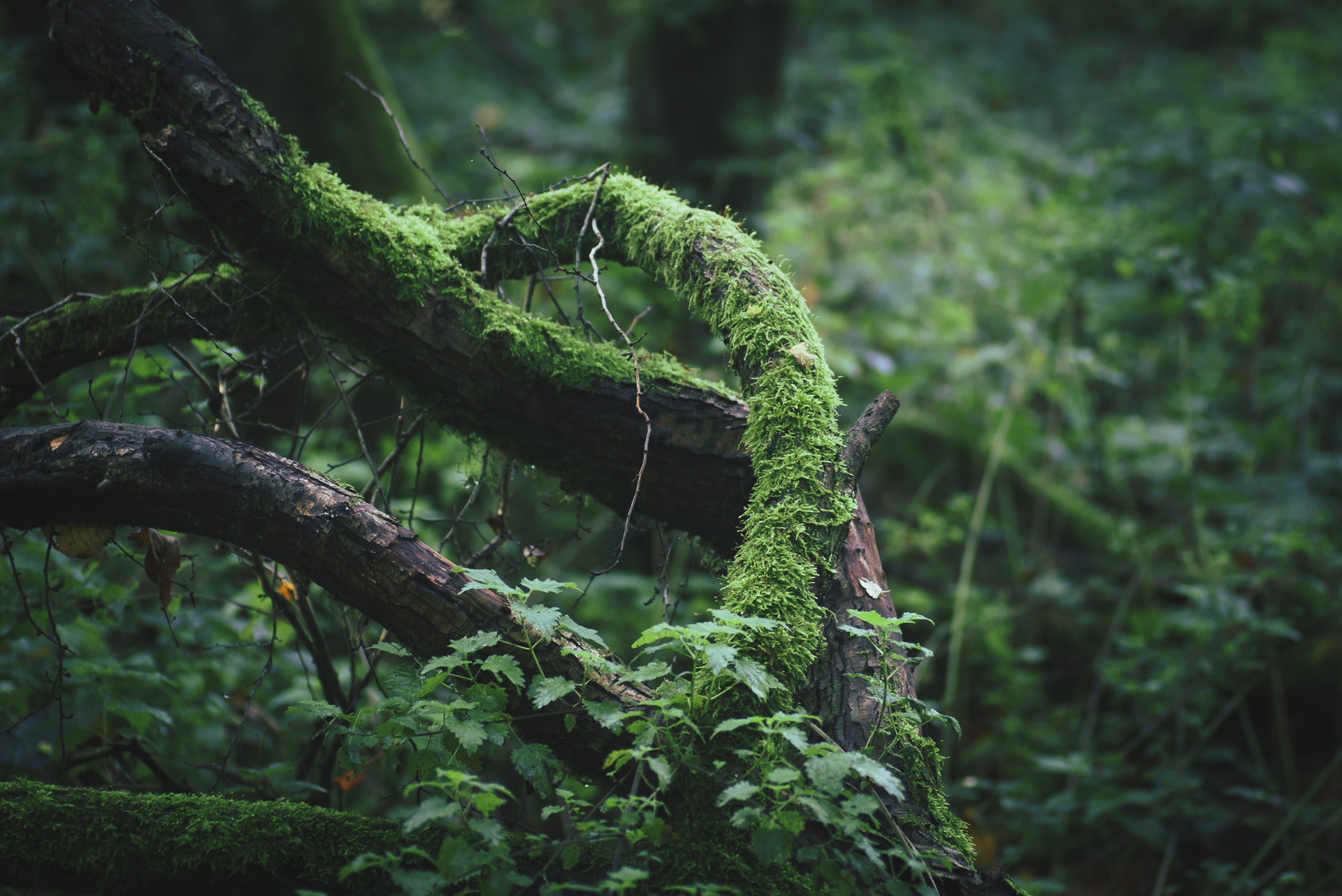
圖片中枝椏嵯峨，佈滿青苔的樹枝及其所處的森林是可實現碳抵消的一個領域。

土壤對農業而言是重要資源，可影響農作物的產量。由於現代農業做法導致土壤所能容納的碳量減少，農民可透過各種方法促進土壤的固碳作用，包括於冬季種植覆土作物、減少耕作強度和頻率，以及使用堆肥和糞肥作為土壤改良劑。

## 保證品質，決定價值
許多碳抵消因為具有間接性質而很難驗證。由非政府組織或媒體發表的許多報告都對認證機構的可信度表示質疑。不同碳抵消與信用間的價格差異很大。這可能反映出與這些計劃和做法所具的不確定性。這些問題最近導致許多公司在購買碳抵消或碳信用變得更有疑慮。

### 建立碳抵消與碳信用
要評估碳抵消與碳信用的品質，了解它們的創建方式會很有幫助。在認證之前，有必要證明溫室氣體排放量減少符合碳抵消品質標準。針對所涉及的抵消專案類型，需要先行制定特定的方法或是協議。大多數碳抵消計劃都有一個經核准的使用方法文獻檔案。接下來的步驟涉及專案開發、驗證和註冊。抵消專案由專案開發商設計，由投資者提供經費，由獨立驗證者核實，並在碳抵消計劃中註冊。正式"註冊"表示該特定專案業經批准，當專案一旦啟動就有資格開始產生碳抵消信用。
一個常見的購買方式是直接與專案開發商簽訂合約，開發商同意於日後收到碳抵消信用時即會交付給購買者。這些合約為專案開發商提供一定程度的確定性，即他們可出售的碳抵消信用數量。買家通常能鎖定低於市場價格購入這類信用。然而是否項目真的能在將來產生碳抵消信用，可能會存在一些風險。
因此購買者有必要在專案啟動後定期對其進行監控和驗證，以確定能確實產生減排量。進行驗證的時間間隔可能會有所不同，通常為一年。碳抵消計畫會審批驗證報告，然後頒發相應數量的碳抵消信用額。 這些信用額會計入註冊系统中專案開發商的帳戶裡。

### 品質評估標準
評估碳抵消與碳信用額的標準通常涵蓋以下領域：
- 基準及測量 - 如果沒發生擬議的項目，會發生什麼程度的排放？計畫實施後所產生的排放量將如何測量？
- 額外性 - 如果沒透過出售碳抵消信用額以籌集資金，該專案是否還會進行？專案缺乏額外性有兩個常見原因，一是能節省的能源成本是否具有經濟效益？二是此是否源自環境法規要求。
- 碳洩漏 - 實施此專案是否會導致邊界外的排放量增加？
- 永久性 - 減少所帶來的一些好處是否會被逆轉？種植樹木取得木材作為燃料，是否會減少對化石燃料的需求？如果林地面積或密度增加，大約50年後，森林成熟，會比新近種植的森林能更快清除二氧化碳。
- 重複計算 - 該項目是否同時被多個組織列為碳抵消的成績？
- 協同效益 - 除減少碳排放之外，是否還有其他效益？達到什麼樣的程度？[103]

### 提高完整性的做法
除上述認證計劃外，行業團體自2000年代以來持續致力於提高這些項目的品質。國際減碳與抵消聯盟 (ICROA) 成立於2008年，在自願碳市場上推廣最佳實踐。ICROA的成員包括位於美國、歐洲和亞太地區，致力於遵守ICROA最佳實務準則的碳抵消供應商。
有其他團體倡導新的方法，以確保碳抵消與碳信用的完整性。 《牛津抵消原則》指出傳統的碳抵消計畫"不太可能提供最終實現淨零排放所需的碳抵消。"牛津抵消原則反而將降低排放作為首要任務。在抵消方面，他們主張轉向涉及長期儲存的碳移除抵消項目。牛津抵消原則也支持與淨零排放共同行動的抵消發展。基於科學的目標倡議(SBTi)的淨零標準認為應當摒棄基於减少或避免排放的抵消方式，而應將抵消專案以由大氣中移除碳為基礎，而頒發二氧化碳移除證書。
一些措施著重於提高目前碳抵消與碳信用專案的品質。自願碳市場誠信委員會 (Integrity Council for the Voluntary Carbon Market，ICVCM) 發佈一套確定高誠信碳信用的原則草案，稱為核心碳原則（Core Carbon Principles）。委員會的最終指南預計將於2023年底出台。自願碳市場誠信倡議（Voluntary Carbon Markets Integrity Initiative ）制定一套行為準則，於2022年發佈，有部分倡議的經費由英國政府提供。

### 確定價值
迄2022年，最常見的自願碳市場抵消專案的價格範圍為每噸二氧化碳當量在8至30美元之間。有幾個影響價格的因素。開發專案成本是其中一重要因素。與碳封存相關的專案最近會比再生能源或能源效率等專案有較高的售價。碳封存專案也稱為基於自然的解決方案。具有額外社會和環境效益的專案可索取更高的價格，而反映出協同效益的價值以及與這些專案相關的感知價值。來自信譽良好機構的碳信用可能會索取更高的價格。一些位於已開發國家的碳信用價格可能會更高。可能是公司更願意支援距離其業務地點較近的專案。相反的，為期較長的碳信用在市場上的價值往往會較低。
合規市場上的價格普遍較高，但會因所處的地理位置而異，於2022年，歐盟和英國的ETS碳信用的價格高於美國的。而自願市場價格較低，部分原因是因供過於求。根據目前的標準，某些類型的抵消可用非常低的成本創建，如果沒有這類多出來的信用額，目前的資源市場價格可能至少可上漲10美元/噸二氧化碳當量。
一些機構預測到2050年，自願市場價格可能會上漲至每噸47至210美元。在某些情況下的短期內可能會出現更高的漲幅。於未來價格模型中有個重要因素，是支持更為長期減碳的計劃在影響未來全球氣候政策上能發揮的功效。這可能會在批准碳抵消的供應上發生限制作用，而將價格提高。
隨著日漸增多的公司採用淨零氣候承諾，對自願市場碳抵消的需求預計將在未來十年增加五到十倍。這對市場及減排進展均有好處。如果碳抵消價格仍遠低於這些預測水平，企業可能會被冠上洗綠的批評。有些實體可能是無論如何都必須實施減排項目，卻因做了而搏得美名。從現在到2050年，在100美元/噸二氧化碳當量的價格下，預計各種碳移除技術每年可達到約2吉噸二氧化碳當量的減排量。採用的技術中包括減少最不發達國家的森林砍伐、林地復育、碳捕集與地質封存（Carbon Capture and geological Storage，CCS）、生物能源與碳捕獲和儲存（BECCS）和再生能源。此外，隨著使用碳抵消與碳信用的成本上升，減少供應鏈排放的投資將會變得更具吸引力。

## 有效性
碳抵消與碳信用計劃已被確定為各國可根據《巴黎協定》以較低的成本達到履行其國家自訂貢獻承諾目標的一種方式。如此做也可能有助於縮小聯合國環境署年度報告中列出的排放差距。
這些計劃還具有其他正面效益，專家稱之為協同效益。常見的環境協同效益包括有更好的空氣品質、增加生物多樣性以及保護水質與土壤。另外還有社會福利，其中包括社區就業機會、能源取得和性別平等。典型的經濟協同效益包括創造就業機會、提升受教育機會和技術轉移。一些認證計劃擁有工具和研究成果來將此類益處作量化。

## 限制與缺點
碳抵消與碳信用的使用受到各種批評。有些人認為其提倡的是"一切照舊"的心態。表示企業可使用碳抵消來避免進行須從源頭開始的減排，以進行更大的改變，及採這類方式以進行"漂綠"。有人於2023年針對達美航空提起民事訴訟，理由是這家公司使用碳信用來聲稱達到淨零排放的主張。德國非營利私營環境研究機構Öko-Institut於2016年針對一系列清潔發展機制計畫進行分析，發現其中有85%的參與者真正實現額外減排的可能性很低，或是將其減排量高估。美國加州大學系統於2023年幾乎完全停止購買碳抵消，轉而支持直接減排。 另一挑戰是碳定價和現有政策仍然不足以實現《巴黎協定》設定的目標。然而有證據顯示願意投資於碳抵消與碳信用的公司比不如此做的公司，往往會實現更具雄心的減排目標。
研究人員提出的擔憂有：使用碳抵消（例如透過維護森林、植樹造林或碳捕集）以及再生能源證書，讓產生污染的企業可照常行事，繼續排放溫室氣體，ref name="greenw">Meredith, Sam. . CNBC. 2022-02-07  [2022-06-08]. （原始内容存档于2022-11-14） （英语）.</ref>而同時又被不恰當地信任，及繼續採用未經驗證的減排技術。

### 監督問題
有許多認證機構以不同的方式衡量排放基準、減排量、額外性和其他關鍵領域，整個行業缺乏統一的標準。一些碳抵消提供者受到批評，稱其碳減排聲明為誇大或有誤導性。例如隸屬加州州政府的加州空氣資源委員會所頒發的碳信用被發現採用的是將森林地區透過固定疆界劃分的方式，為含有不同樹種中所儲存的碳創建一簡化的區域平均值。一些專家估計加州的限額與交易計畫已產生2,000萬至3,900萬單位的林業信用額（相當該計劃已發放的碳信用額近三分之一）卻不見得真能實現氣候效益。
確定額外性可能也有其困難，而可能會對碳抵消或碳信用的買家帶來風險。即使沒有碳信用額收入也能產生強勁財務回報的碳項目通常不被視具額外性（即不被認為會帶來額外的減排效應）。另外是由法規強制的項目，及代表行業常見做法的項目通常也不被視為具額外性。全面確定額外性需要對擬議的碳抵消項目進行仔細調查。
為減少某些排放所產生的碳抵消可提供收入來源，因此有可能導致不正當的激勵措施，促使產生更多的排放，以便實體能從人為的高基線基礎上減少排放而取得碳信用。解決這些的手段有制定可驗證性、獨特性性和具透明度的具體標準。

### 對林業專案的擔憂
為林業計畫制定碳抵消或碳信用計畫，其完整性也面臨日益增多的批評。 於2021年-2023年間有許多新聞報導對基於自然的碳抵消、REDD+計劃和認證組織均提出批評。其中一例是經驗證的雨林抵消信用額中約有90%可能是並無實質的"幽靈信用額"。
植樹計畫尤有其問題。批評者指出樹木經過幾十年的時間才會成熟。很難保證森林能持續多久，因其可能會遭到清理、焚燒或不良管理。一些植樹計畫引入快速生長的入侵物種，而最終會破壞原生森林並降低生物多樣性。為此，氣候共同體（Climate Community）和生物多樣性標準（Biodiversity Standard ）等認證標準機構要求同時種植多樣樹種。於高緯度森林植樹可能對地球氣候產生淨暖化效應，原因是樹木的披覆會吸收陽光而產生暖化效應，將樹木吸收二氧化碳的好處沖抵。植樹計畫也可能會引起與當地社區和原住民的衝突（例如迫使他們搬遷，或是降低他們利用當地森林資源的機會）。

### 資料來源
- IPCC TAR WG3, Metz, B.; Davidson, O.; Swart, R.; Pan, J.;  et al , 编, , Contribution of Working Group III to the Third Assessment Report of the Intergovernmental Panel on Climate Change, Cambridge University Press, 2001, ISBN 978-0-521-80769-2, （原始内容存档于27 February 2017） (pb: 0-521-01502-2).
- . World Bank. 2022  [2023-03-24]. ISBN 9781464818950. doi:10.1596/978-1-4648-1895-0 (不活跃 2024-01-31). hdl:10986/37455. （原始内容存档于2024-09-09）.